# Fear Itself (televisieserie)
Fear Itself is een Amerikaanse televisieserie die bestaat uit dertien korte televisiefilms in het genre horror en spanning. De serie is een spin-off van/vervolg op de gelijkaardige serie Masters of Horror. Mick Garris is de bedenker van beide series.

## Achtergrond
Oorspronkelijk zou Masters of Horror een derde seizoen krijgen, maar televisiezender Showtime zag daarvan af. Daarop bereikte Garris een akkoord met NBC voor een nieuwe dertiendelige serie met hetzelfde concept. Net als Masters of Horror is elke aflevering van Fear Itself in feite een korte, op zichzelf staande televisiefilm, geregisseerd door telkens een andere regisseur.
Fear Itself werd opgenomen in Edmonton, Alberta, Canada, met extra opnames in St. Albert en Devon, Alberta. De eerste aflevering kwam op 5 juni 2008 voor het eerst op televisie. Tijdens de Olympische Zomerspelen 2008 werden de uitzendingen tijdelijk stopgezet, met nog vijf afleveringen te gaan. Na de Spelen zond NBC de laatste vijf afleveringen echter niet meer uit. De serie kwam wel in zijn volledigheid uit op dvd.
De titel van de show is afkomstig uit het citaat "The only thing we have to fear is fear itself." van Franklin D. Roosevelt.

## Afleveringen
| Aflevering | Regisseur           | Titel                     |
| ---------- | ------------------- | ------------------------- |
| 1          | Breck Eisner        | The Sacrifice             |
| 2          | Brad Anderson       | Spooked                   |
| 3          | Ronny Yu            | Family Man                |
| 4          | John Landis         | In Sickness and in Health |
| 5          | Stuart Gordon       | Eater                     |
| 6          | Darren Lynn Bousman | New Year's Day            |
| 7          | Mary Harron         | Community                 |
| 8          | Larry Fessenden     | Skin & Bones              |
| 9          | Ernest Dickerson    | Something With Bite       |
| 10         | Rupert Wainwright   | Echoes                    |
| 11         | John Dahl           | Chance                    |
| 12         | Rob Schmidt         | The Spirit Box            |
| 13         | Eduardo Rodriguez   | The Circle                |